# 銅芯抗疫口罩

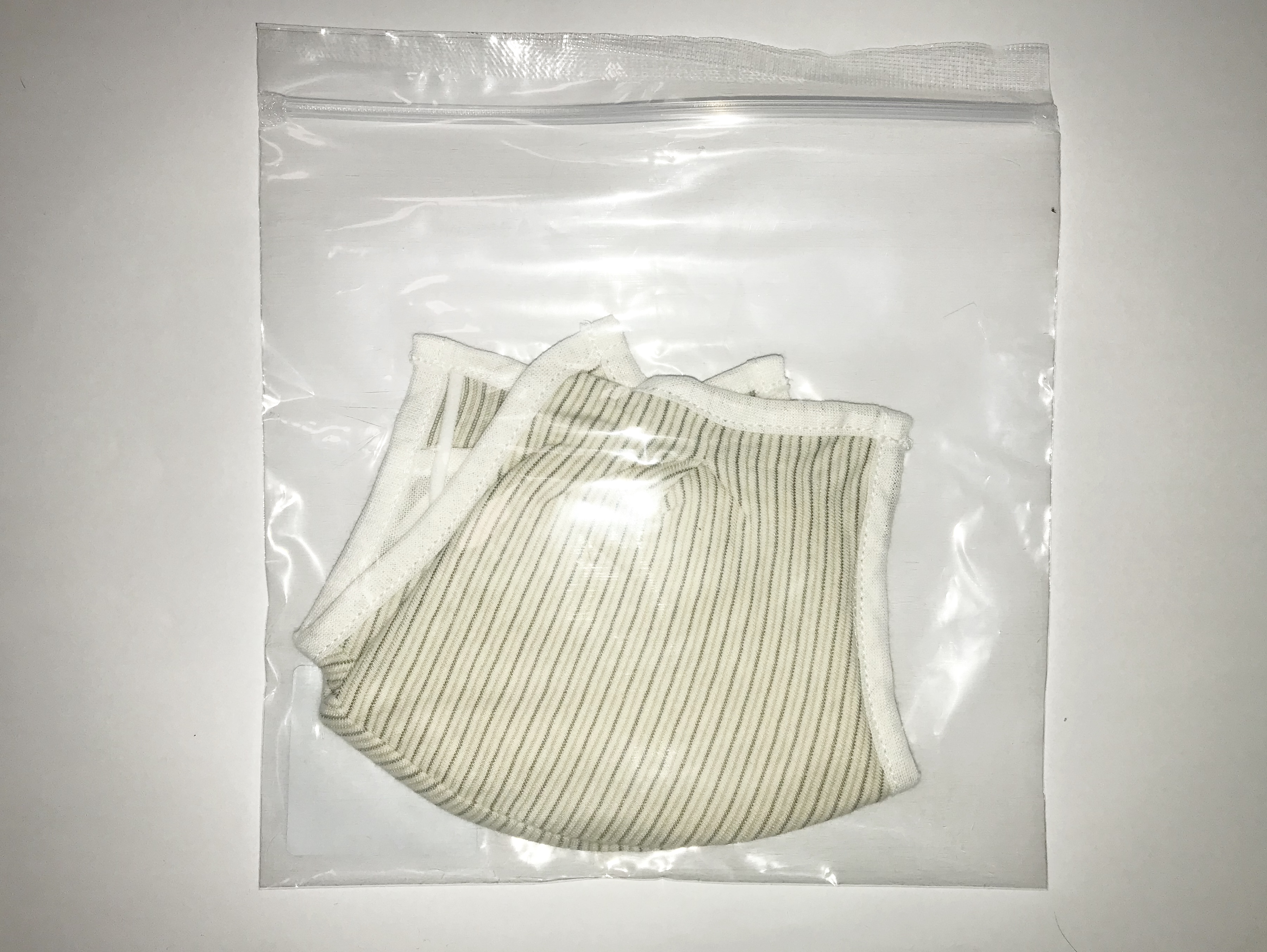
密封狀態下的「銅芯抗疫口罩」

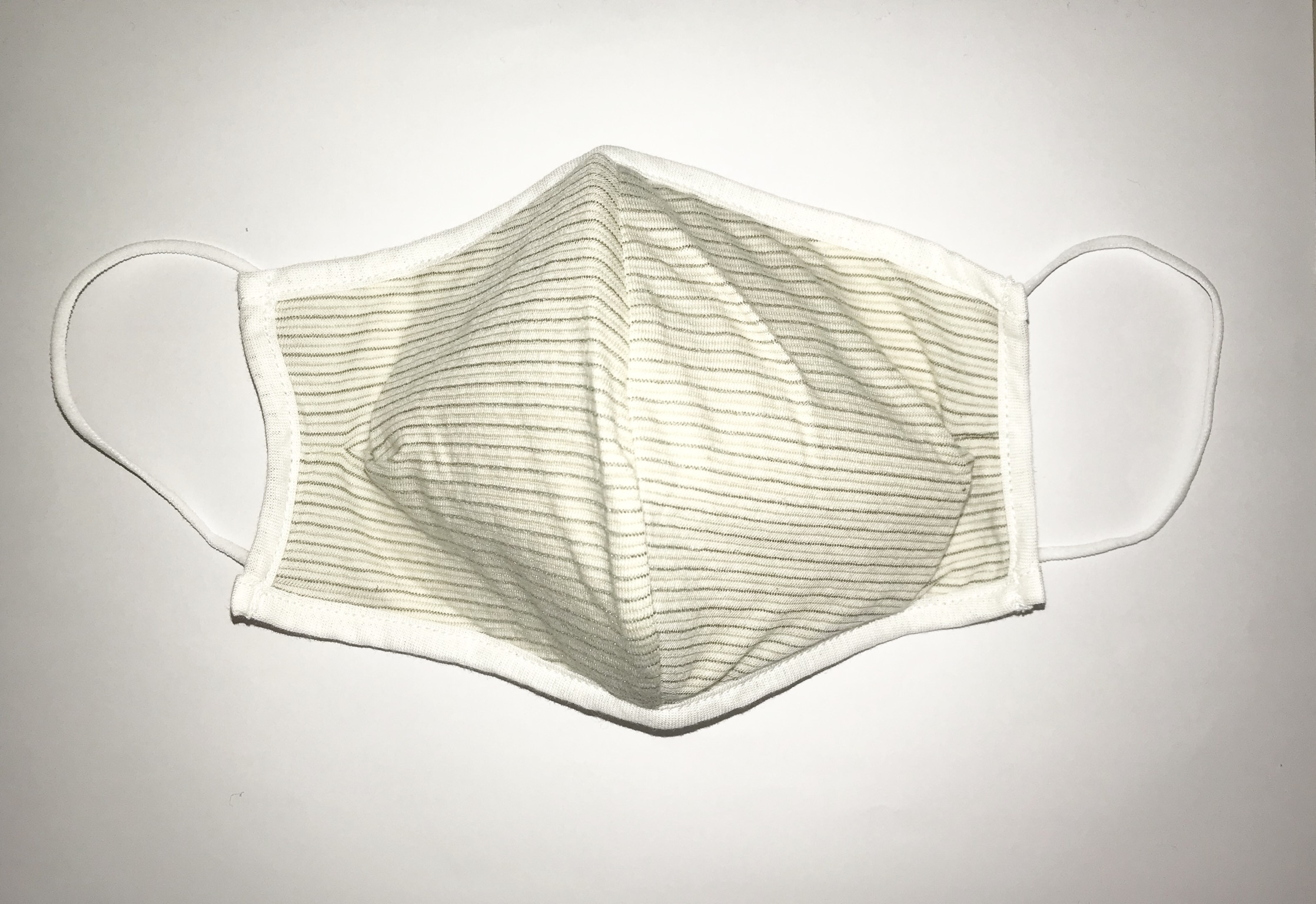
展開後的「銅芯抗疫口罩」

銅芯抗疫口罩是一種由香港紡織及成衣研發中心在2020年開發的可重複使用型布口罩。然而，蓋此款口罩不屬於外科口罩，佩戴此口罩不能進入公立醫院及部份私營醫院（如聖保祿醫院）及JRE考場。

## 設計
該款口罩符合人體工學，由六層物料構造而成，裏面有4層不織布濾芯，其中兩層物料含有銅，可以抑制細菌、常見病毒和其他有害物質。口罩在顆粒過濾效率（PFE）、細菌過濾效率（BFE）、合成血液穿透阻力、阻燃性及壓力差方面，符合美國材料與試驗協會（ASTM）F2100一級標準，且可以清洗60次。

### 使用方法
口罩有條紋一面向外，口罩應覆蓋口、鼻和下巴。然後將掛耳帶繞在耳上，使口罩緊貼面部。較彎曲的一邊向上。

### 清洗方法
銅芯抗疫口罩需以肥皂及冷水單獨手洗，並在水中輕輕攪動和按壓。之後再用清水沖洗乾淨，平放晾乾。清洗時，需注意無須取出過濾層，不應使用漂白劑、衣物柔順劑或含螢光劑的洗衣液，不要擰乾，也不可熨燙。

## 登記與派發

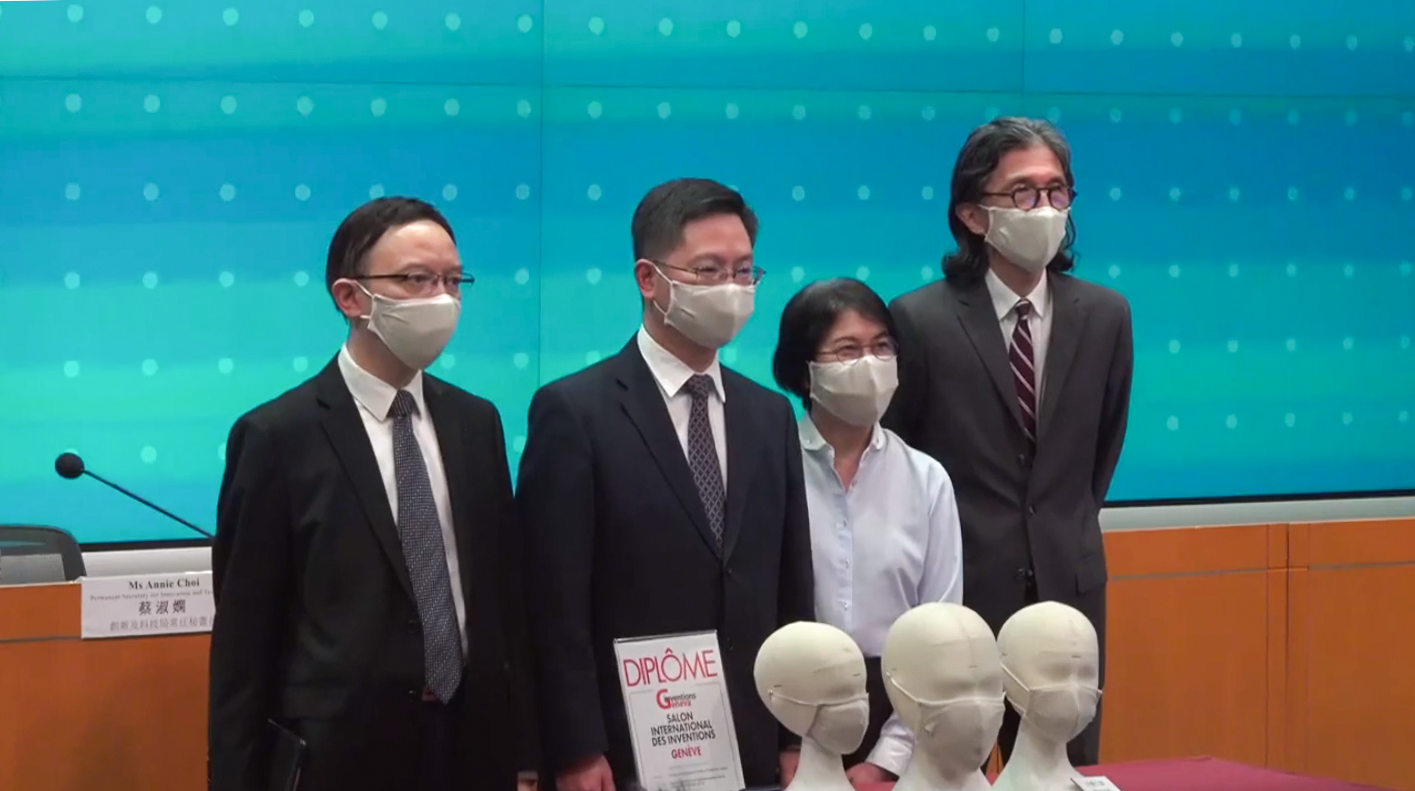
2020年5月5日，創科局局長薛永恒見記者，介紹可重用的「銅芯抗疫口罩」（CuMask）

2020年5月5日，香港政府宣布向全港市民免費派口罩，市民可以在5月6日早上7時開始，至6月6日期間在網上登記。只有持有有效香港身份證的人士，才能免費領取一枚銅芯抗疫口罩。在登記時，一名年滿18歲的符合資格市民可以同時再為另外5名親友一同登記。登記人需填上個人姓名、身份證號碼、出生日期、手提電話號碼等個人資料，以避免重覆登記。登記後會有短訊通知。口罩會在登記後的大約2星期，口罩由香港郵政的郵差送貨上門。而就讀小學及幼稚園的學童，則會經由就讀學校獲得中童及幼童尺碼的口罩，且毋須在網上登記。到派送口罩的時候，已登記的市民會再次收到短訊提醒郵差會上門派送口罩。而在登記期間未能網上登記的市民，則可於1個月的登記期後直接到郵局領取。
創新及科技局局長薛永恒表示，如果登記時在網頁上勾選「願意以同一資料再收取其他抗疫物品」這一選項，之後政府如果再派發口罩濾芯時，市民就會自動收到濾芯。他也表示，即使登記時沒有勾選這一選項，之後也可以重新登記。

## 反響

### 生產商與供應商問題
因為口罩項目涉款達3.6億元，且政府並沒有透露生產商背景，網絡上對此產生了許多傳言。有網民發現，香港紡織及成衣研發中心董事局其中一名董事是立法會主席梁君彥的胞弟梁嘉彥，新興織造廠是梁君彥的家族企業；而特首林鄭月娥晚上在社交網站專頁貼出參觀生產點的照片，被發現疑為荃灣南豐紗廠，於是網路上產生了口罩是由新興織造廠或南豐紗廠生產的傳聞，後被特區政府闢謠。網民也批評該處生產的衛生條件不太理想，如生產的工人僅戴上口罩，沒有穿上防護衣物。事後有記者到南豐紗廠4樓共享空間視察時，被多名職員及保安員驅趕，而房間被封上塑膠板。
對於網絡傳聞，梁君彥則透過發言人澄清——新興織造廠雖然是他的家族公司，但並無生產任何口罩，包括政府派發的「銅芯抗疫口罩」。他也在5月6日傍晚離開立法會會議廳，被記者追問口罩是否與他家族公司有關時，反問記者「這樣的謠傳你們也相信？」而創新及科技局發言人則澄清並指出，口罩並非如同網上所流傳，不是由那些廠商生產，並就網上謠傳深表遺憾。
蘋果日報獲得消息指，在農曆新年後政府一度想將口罩生產工作外判給本地生產商，當中涉及很多保密條款。但政府在數星期後改變初衷，收回生產外判的想法並決定自行生產，然而最終由誰承包則不得而知。
據悉，口罩非由南豐紗廠生產，南豐紗廠僅租出廠房作工場，聯業製衣及南豐紗廠借出地方擺放車間。南豐紗廠則表示以象徵式港幣一元租出場地。聯業製衣表示，集團於2月中期開始向香港紡織及成衣研發中心免費提供地方。
自派發可重用口罩的消息曝光以來，其生產商及採購程序的資料一直被政府保密，引起社會關注。2020年5月7日，創科局終於發佈該款口罩是晶苑國際集團在越南的廠房生產，但創科局把3億港元的訂單直接批給單一生產商，此舉引發「利益輸送」的爭議。自由黨黨魁兼立法會議員鍾國斌在接受香港電台的《千禧年代》節目專訪時表示，政府不公開口罩的採購程序及相關資料，令人難以評估3港億元的生產費用是否合理，他認為有很多公司都受疫情影響而陷入經營困難，政府如要公平處理，便應將項目分拆給不同公司參與生產，他又認為在越南生產這款可重用口罩是「益了越南」，香港人無法受惠。
另外，香港紡織及成衣研發中心在5月9日公開物料供應商的名稱，分別為益成無紡布有限公司、Argaman Technologies Ltd.、溢達集團及Y and K Textiles Ltd.。其中溢達集團發聲明指出，溢達集團副董事長楊敏賢身兼香港紡織及成衣研發中心主席，為避免有利益衝突，集團及楊敏賢均沒有參與「銅芯抗疫口罩」項目的研發、原材料供應和生產的討論和過程，只以成本價向該中心供應總額約380萬元的紗布以製作口罩貼臉部分。

### 設計問題
政府公布派發口罩計劃時，列明「銅芯抗疫口罩」的設計於2018年獲得日內瓦國際發明展金獎，是採用弱磁石作抗菌。但當時的設計與「銅芯抗疫口罩」單純使用純用銅作抗菌有別，而兩者的外形亦不同。對此，香港紡織及成衣研發中心的行政總裁葛儀文解釋，新款的口罩是改良自「日內瓦獲獎版本」。他續指，口罩濾芯有微粒銅，表面層雖然不含弱磁場技術，但換成了以氧化銅的銅紗製成，即使「洗到爛」仍然能防菌。

### 外觀問題
口罩因為其條紋及配色問題，被外界戲稱為「CU Bra」、「胸圍口罩」、「內衣褲」、「底褲口罩」等。而香港大學感染及傳染病中心總監何栢良則表示口罩的外觀是「不夠完美，可以改善」的地方。特別是口罩顏色方面，若在外層「有些顏色，觀感上不要太近似（內衣褲）」會較理想。
有業內人士笑言，如果政府外判口罩生產，外觀設計就不會搞到如此不堪。

### 安全性問題

#### 陳鈞傑觀點
香港科技大學化學系理學教育助理教授陳鈞傑指，假如口罩生產時納米銅未有緊密依附於口罩纖維，佩戴時便有機會直接吸入。他解釋道，當氧化銅粒子小到納米單位，其穿透力會更強，吸入後納米粒子或會產生基因毒性，為健康帶來危機，「如果比納米大一點的話，出現重金屬中毒的風險反而較低，但要視乎金屬數量。」

#### 任康寧觀點
香港浸會大學化學系助理教授任康寧指，納米顆粒懸浮在空氣中將有機會被人體吸入，若數量較大外來物體已可破壞肺部組織，導致肺部纖維化，「納米金屬吸入肺部對人體的健康風險。目前研究結果還不夠全面，存在爭論，但一般認為對心血管系統有威脅，毫克級別吸入量已算數量較大了。」但他也同時強調，毫克級別的吸入量通常長期積累，而非短時間就能聚集。他也認為，銅芯口罩的氧化銅鑲嵌在織物纖維上，正常情況下不會脫落；但如果材料經過長期氧化後會有機會脫落，這種情況通常是發生在「保質期以外，比如數年後」。因此，他不建議市民長時間保持後才使用。
任康寧就金屬中毒的傳聞表示，銅離子才會被人體吸入，惟攝入安全限度內的微量銅離子，本身不對健康產生威脅，銅芯口罩乾燥時使用，不會產生化學變化。他同時表示道，氧化銅要泡在類似「通渠水這等程度的強酸」才會轉化為銅離子，「而且要喝下去才直接有風險，但正常沒人會這樣做」。因此，他認為佩戴而接觸銅的中毒風險很低。

#### 鄺士山觀點
化學博士鄺士山在察閱口罩的數據後，相信口罩是可以清洗且重用的。不過他認為銅芯抗疫口罩存在3大問題。他認為口罩的濾芯面積過小，使用者可能因為更換手法不當，而導致空氣沒有經過濾芯便直接被使用者直接吸入，從而缺失防護效果。
鄺博士也指出口罩使用氧化銅存在風險，他認為雖然氧化銅本身無毒，但當氧化銅變成微小顆粒時，要研究如何才能防止微粒吸進肺部。他因不知氧化銅微粒是以那種方式跟口罩結合，所以安全性存疑。當用家使用口罩時，用戶可能沒有察覺自己已吸入氧化銅微粒，而氧化銅微粒吸進肺部後，只會積聚在肺內而無法排出，久而久之可能會使肺部纖維化，會對身體構成嚴重影響。而如果氧化銅是以納米形式存在的話，則會對人體產生更大危險。
鄺博士同時懷疑口罩是否能達到所聲稱的「可以抑制細菌、常見病毒和其他有害物質」的規格。他認為一般的即棄外科口罩沒有防菌、防病毒用途，是因為口罩通常是用完即棄；即使是可重用口罩，都只是使用數小時便要清洗，那麼要把防菌、防病毒元素加到口罩是沒有太大作用。他也表示，即使口罩確實能夠防菌防病毒，也非3分鐘左右就可將細菌與病毒完全殺滅，最終用家還是有可能會吸入細菌與病毒。

#### 官方回應
葛儀文則澄清口罩並不含納米銅，口罩濾芯只是含有微粒銅，而至於口罩表面外層的銅線面積更大，兩者都不會直接接觸面部，難以被吸入人體。
創新及科技局常任秘書長蔡淑嫻指，有就可重用口罩與衛生署接觸，口罩只是適合日常社區防護之用，並沒標榜具醫學用途，一般以梘水清洗，便能洗走口罩的細菌或病毒。另外，創新及科技局局長薛永恒表示，對於外界擔心口罩的銅物料脫落被吸入人體，當局正與原材料供應商確認，但相信應不會發生此情況。

### 個人資料蒐集問題
創新及科技局指，填寫身份證號碼及出生日期是為了給入境事務處核實登記人是否香港居民及有否重複登記；姓名與地址則是涉及到上門派遞安排；而本地流動電話號碼，則會用以接收派遞相關短訊。並續指政府不會將登記時輸入的資料用於其他用途，而登記系統在政府私有雲上運作，確保系統穩定安全，服務推出前已通過資訊保安風險評估及審計，系統處理個人資料的安排，亦已諮詢個人資料私隱專員。

### 派送問題
創科局預計香港郵政會在2個星期內，將200萬份可重用口罩掛號郵包配給全香港市民；並以該數量推算續指，1個星期可以將100萬份口罩以掛號方式派到市民手上。
香港郵政局員工會主席卓信指：「粗略計算，每個郵差在每一段，大約80至90份左右，計及本身的掛號郵包已過百，對於一名派遞的同事來說相當吃力。因為不是在大堂放入信箱，而要逐家逐戶上樓派遞，時間長了。」他指出，每個郵差現時平均每日要派過千封平郵，加上掛號郵包後，時間才剛好夠用。以他所屬的東九龍郵政局為例，指出其局130個郵差、8名後勤支援員工，每天最高處理2,000多件掛號信，推論每週要派發100萬份口罩包。署方標準是每兩分鐘派一封掛號信，但實際上對全港約28間派遞局來說為「非常困難」，且未必能夠做到。
卓信又論述道如果家中無人，郵差就不單止要將郵件再背回郵局，還要再發一張卡提醒不在家的市民，市民也要之後再去郵局裡領取口罩郵件。他又預計口罩郵包數量多，一幢樓可能要分兩三次派，郵包會直接由郵局送來紫色郵箱，方便郵差領取後分批派件，不用一直拿著這麼重。
香港郵政署則表示已做好物流規劃部署，將從其他部門借調人手至派遞科，及增聘剛退休員工支援作應對，並會按政府每天發貨量安排上門派遞。除了動員超過2,000個郵差外，也計劃增聘約80多個退休人員，處理後勤支援工作。但新聞傳媒根據所公佈的郵差數量估算出，派遞郵差平均每人每天須處理65件掛號郵件。但東九龍郵政局這類大型郵局，在高峰期時每人每天也只處理約15件，預計其壓力將會十分巨大。

### 生產過程誤傳不符衛生標準
2020年7月，傳真社報道，其中一間位於葵興華達工業中心，生產「同心抗疫」口罩的工廠，處理過程未符合無塵室的衛生要求，有工人在紙皮箱砌成的桌面上包裝，無塵室內的工人亦沒有穿上防護衣。文中所指為「同心抗疫」口罩，而非銅芯抗疫口罩。同時並以銅芯抗疫口罩資料為標杆，解釋合理的生產程序。

### 口罩過緊 特首脫口罩答記者提問

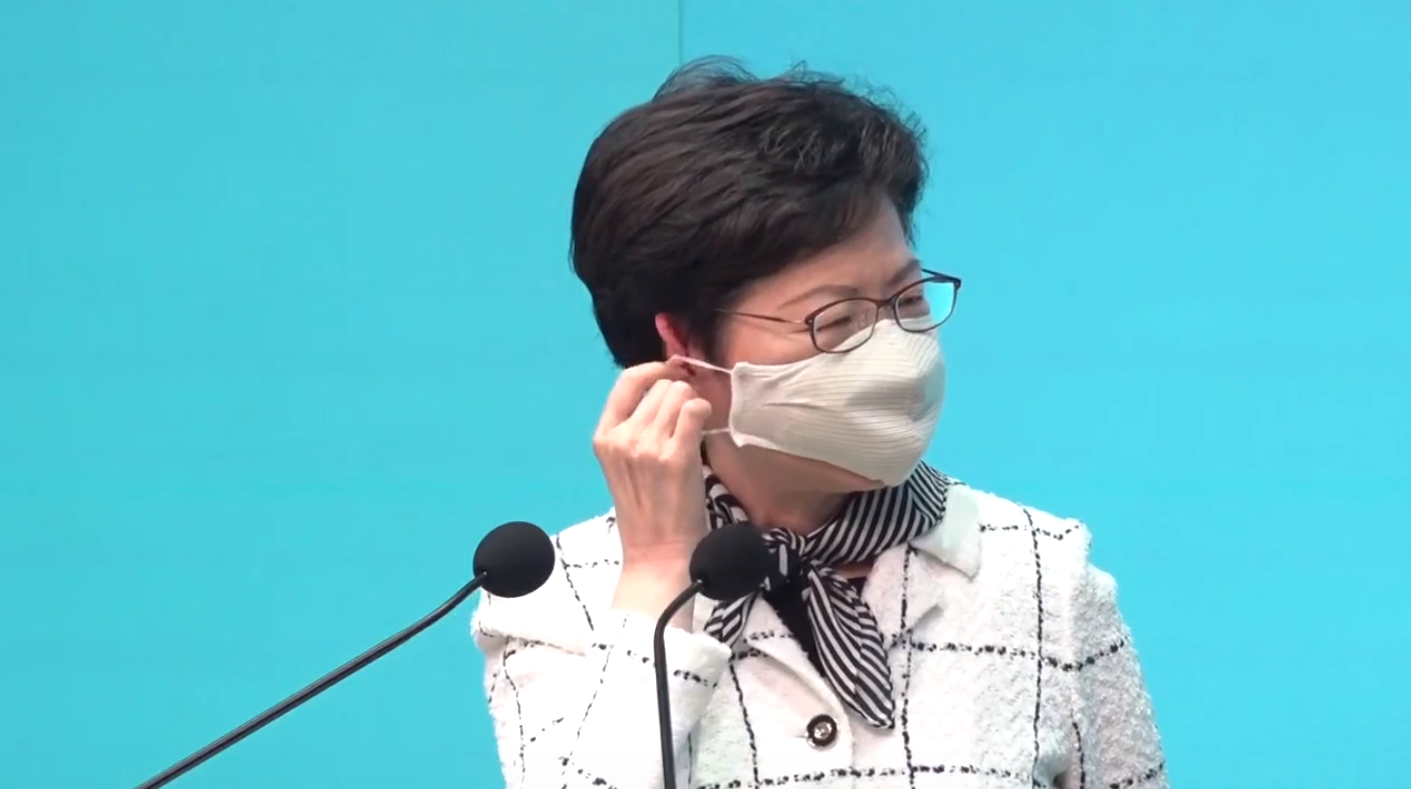
林鄭月娥最少兩度調整口罩，最後未能戴回口罩

2020年9月1日，行政長官林鄭月娥早上出席行政會議前見記者，其口罩右邊突然脫落，她一邊回答問題一邊想將右耳的口罩繩掛回，惟一直未能成功，稱「希望啲攝影（記者）唔好係咁影我好唔好呀」。最後未能戴回口罩，繼續回答記者提問。

## 其他條目
- 口罩

## 外部連結
- 銅芯抗疫口罩-派發官網（页面存档备份，存于）（繁體中文）